# Shebang (gruppo musicale)
Le Shebang erano un duo musicale svedese attivo negli anni 2000 e formato da Marina Ljung e Yohanna Tholin, quest'ultima rimpiazzata dal 2005 da Elisabeth "Betty" Dittrich.

## Storia
Le Shebang sono salite alla ribalta all'inizio del 2001 con il singolo Romeo, che ha trascorso sette settimane consecutive in vetta alla Sverigetopplistan, finendo per diventare il terzo singolo più venduto dell'anno con due dischi di platino assegnati dalla IFPI Sverige per le oltre 60 000 copie vendute a livello nazionale. Il singolo ha anticipato l'album di debutto del duo, The Whole Shebang, che si è fermato al 15º posto nella classifica svedese degli LP. Il secondo disco delle Shebang ha fruttato loro, nel 2003, altri due singoli top ten: Temple of Love, che si è piazzato al 2º posto, e Crash, che ha raggiunto la 7ª posizione.
Nel 2005 Yohanna Tholin ha deciso di abbandonare il progetto per concentrarsi sulla sua istruzione, ed è stata rimpiazzata da Elisabeth "Betty" Dittrich. Il terzo album del duo e il primo con la nuova formazione, Go! Go! Go!, è stato pubblicato nel 2007 e seguito da scarso riscontro commerciale, che ha portato allo scioglimento del progetto l'anno successivo.

## Discografia

### Album in studio
- 2001 – The Whole Shebang
- 2003 – So Come On
- 2007 – Go! Go! Go!

### Singoli
- 2000 – Skater Girl
- 2001 – Romeo
- 2001 – Sheena Is a Punk Rocker
- 2001 – I Lost My Heart to Rock'n'Roll
- 2003 – Temple of Love
- 2003 – Crash
- 2005 – Kids in America
- 2007 – Go!
- 2007 – Caveman